# Lenus

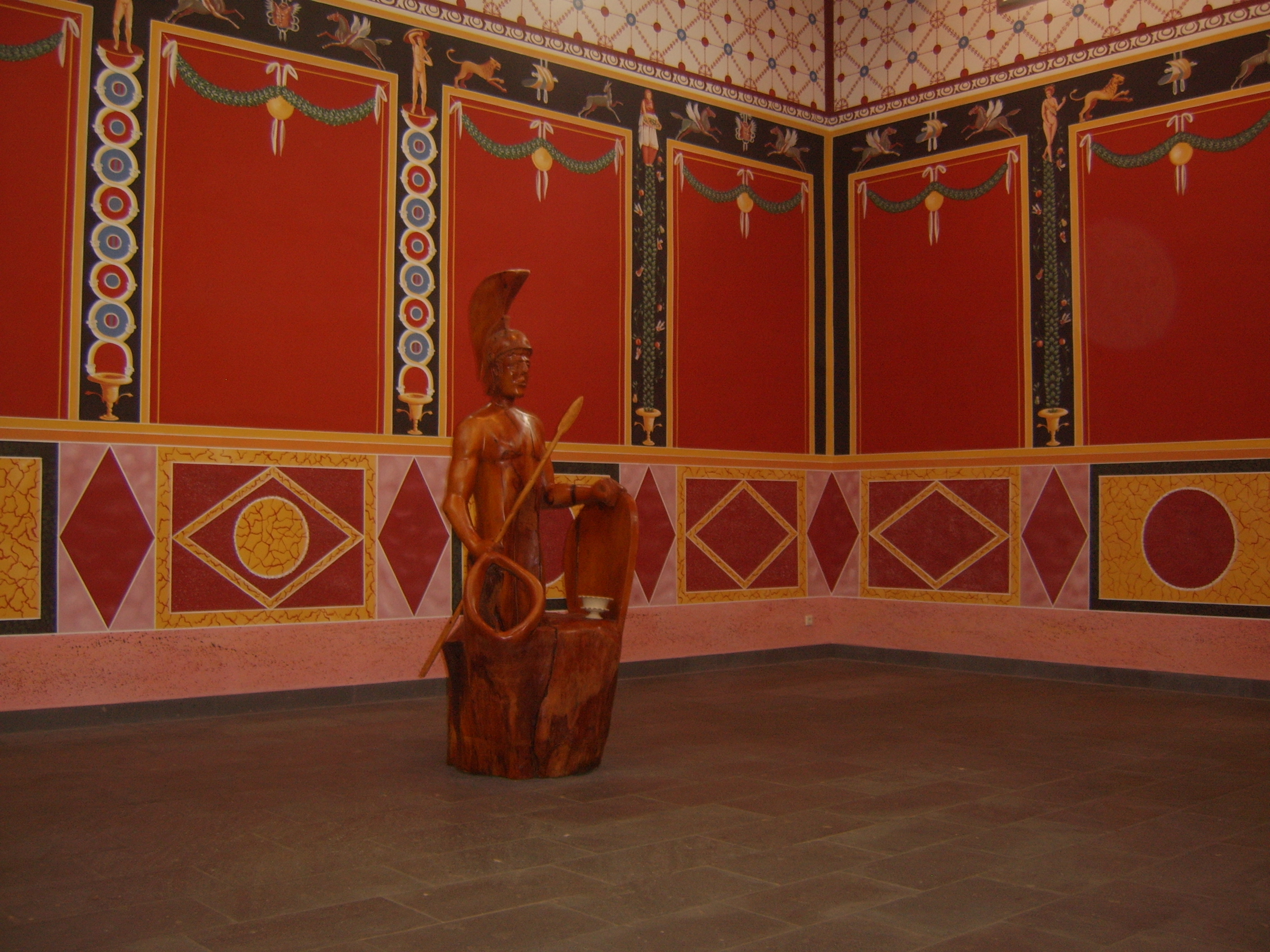
Interior del templo reconstruido en Martberg, con una estatua de culto de Lenus Mars.

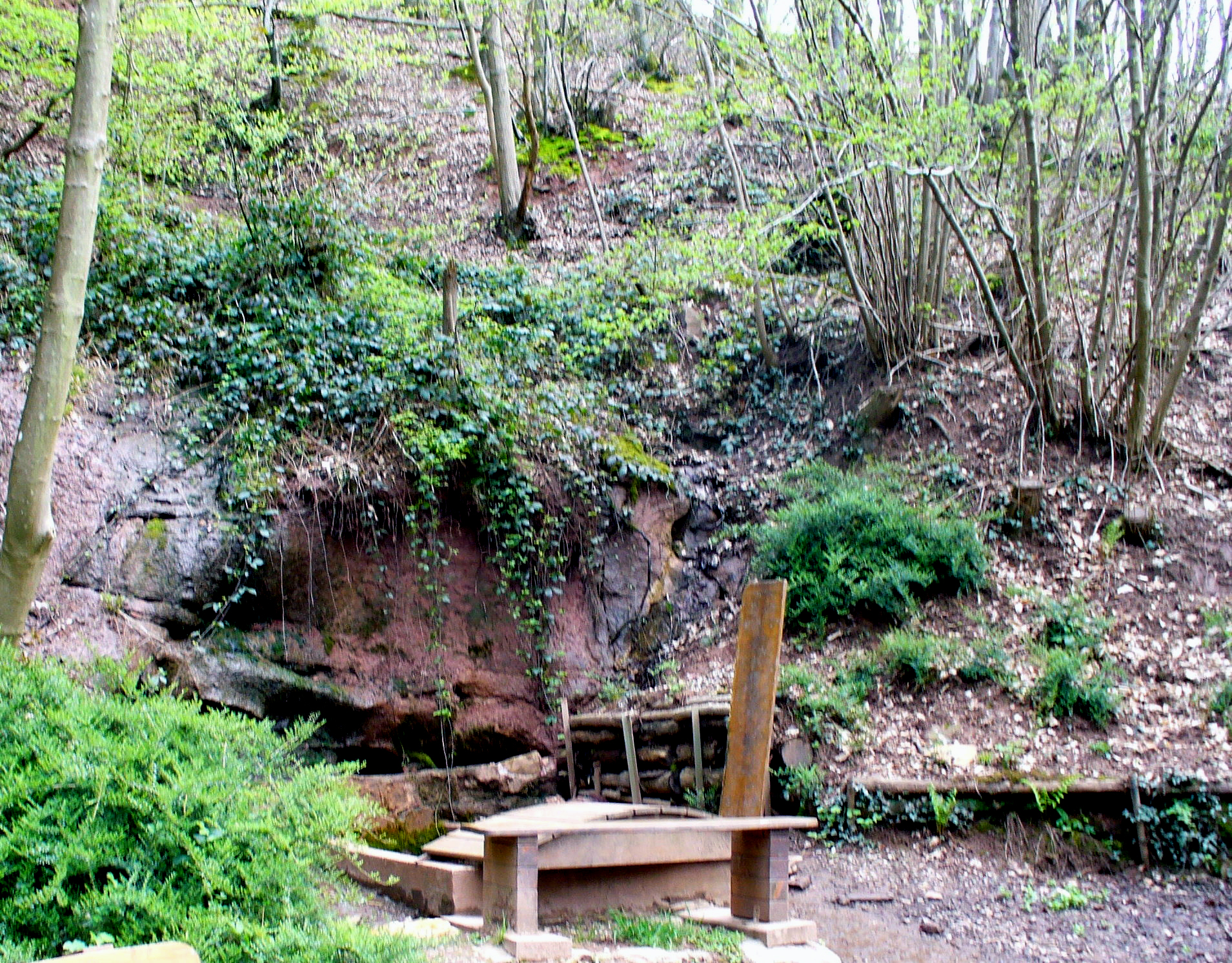
El manantial sagrado dedicado a Lenus Mars cerca del templo 'Am Irminenwingert', con vista a Tréveris.

Lenus o Leno (en griego antiguo: Ληνός) era un dios curativo celta adorado principalmente en el este de la Galia, donde casi siempre se le identificaba con el dios romano Marte. Era un dios importante de la tribu de los tréveros, que tenía grandes santuarios en manantiales medicinales en Tréveris y Martberg en Pommern, en lo que ahora es Alemania. También se conocen dos dedicatorias a él del suroeste de Gran Bretaña (en Chedworth y Caerwent). Edith Wightman lo caracteriza como «uno de los mejores ejemplos de un Teutates, o dios del pueblo, equiparado a Marte, protector de la tribu en la batalla, pero también […] dador de salud y buena fortuna en general» (p. 211). Su santuario 'Am Irminenwingert' en Tréveris tenía un gran templo, baños, santuarios más pequeños y un teatro; el de Martberg también incluía una gran variedad de edificios, probablemente incluyendo habitaciones para los peregrinos que buscaban salud. A pesar de sus asociaciones con la curación, Lenus Marte se representa clásicamente como un guerrero con casco corintio en una estatuilla de bronce del Martberg.
Su nombre aparece con mayor frecuencia en las inscripciones como 'Lenus Marti', en lugar de 'Marti Lenus', como se esperaría de otros nombres más sincretizados. En Tréveris, los socios divinos de Lenus Marte eran la diosa celta Ancamna y la romana Victoria, así como las Xulsigiae, que quizás sean ninfas acuáticas. Una inscripción de Kaul en Luxemburgo parece invocar a Lenus Mars 'Veraudunus' junto con la diosa celta Inciona.
Lenus no fue el único dios celta identificado con Marte por los tréveros; otros, como Iovantucarus (aparentemente un protector de la juventud), Intarabus, Camulos y Loucetios fueron identificados con Marte y quizás, por extensión, con Lenus. Su nombre aparece ocasionalmente como 'Marti Laenus'; la forma más habitual 'Lenus Marti' va acompañada de los epítetos Arterancus y Exsobinus en una inscripción cada uno.
En Gran Bretaña, Marti Leno puede haber sido identificado con Ocelus Vellaunus, según la evidencia de esta inscripción en la base de una estatua:
DEO MARTI LENO SIVE OCELO VELLAVN ET NVM AVG M NONIVS ROMANVS OB IMMVNITAT COLLEGNI DDSD GLABRIONE ET HOMVLO COS XK SEPT
Al dios Marte Lenus u Ocelus Vellaunus y al Numen de Augusto, Marco Nonio Romano lo dedicó desde el privilegio del colegio durante el consulado de Glabrio y Hómulo diez días antes de las calendas de septiembre.
Xavier Delamarre interpreta tentativamente el nombre Lenus como "bois, bocage" 'arboleda, seto', derivándolo junto con el galés llwyn de una raíz protocelta *lēno- .